# Lekkoatletyka na Letnich Igrzyskach Olimpijskich 1988 – sztafeta 4 × 100 m kobiet
Sztafetę 4 × 100 metrów kobiet podczas XXIV Letnich Igrzysk Olimpijskich w Seulu rozegrano 30 września (eliminacje) i 1 października 1988 (półfinały i finał) na Stadionie Olimpijskim. Zwycięzcą została sztafeta Stanów Zjednoczonych, która biegła w składzie: Alice Brown, Sheila Echols, Florence Griffith-Joyner i Evelyn Ashford.

## Rekordy
|                   | Reprezentacja | Zawodniczki                                                   | Czas  | Data                     | Miejsce  |
| ----------------- | ------------- | ------------------------------------------------------------- | ----- | ------------------------ | -------- |
| Rekord świata     | NRD           | Silke Gladisch, Sabine Rieger, Ingrid Auerswald, Marlies Göhr | 41,37 | 6 października 1986(dts) | Canberra |
| Rekord olimpijski | NRD           | Romy Müller, Bärbel Wöckel, Ingrid Auerswald, Marlies Göhr    | 41,60 | 1 sierpnia 1980(dts)     | Moskwa   |

## Wyniki
| Poz. - pozycja |
| – rekord świata \| – rekord krajowy \| – rekord życiowy \| = – wyrównany rekord życiowy \| · – najlepszy wynik w sezonie \| = – wyrównany najlepszy wynik w sezonie \| – rekord olimpijski |
| Fn – falstart \| DNF – nie ukończyła \| DNS – nie wystartowała \| DSQ – zdyskwalifikowana                                                                                                  |

### Eliminacje
19 sztafet przystąpiło do biegów eliminacyjnych. Rozegrano trzy biegi. Do półfinałów awansowały po cztery najlepsze sztafety w każdym biegu (Q) oraz cztery z najlepszymi czasami spośród pozostałych (q).

#### Bieg 1
| Poz. | Państwo         | Zawodniczki                                                                  | Rezultat | Uwagi |
| ---- | --------------- | ---------------------------------------------------------------------------- | -------- | ----- |
| 1    | ZSRR            | Marina Żyrowa, Ludmiła Kondratjewa, Galina Malczugina, Natalja Pomoszczikowa | 42,88    | Q     |
| 2    | RFN             | Sabine Richter, Ulrike Sarvari, Ute Thimm, Andrea Thomas                     | 42,99    | Q     |
| 3    | Francja         | Laurence Bily, Marie-Christine Cazier-Balo, Françoise Leroux, Muriel Leroy   | 43,43    | Q     |
| 4    | Bułgaria        | Wala Demirewa, Jordanka Donkowa, Nadeżda Georgiewa, Cwetanka Iliewa          | 43,92    | Q     |
| 5    | Kolumbia        | Amparo Caicedo, Norfalia Carabalí, Olga Escalante, Ximena Restrepo           | 45,46    | q     |
| 6    | Chińskie Tajpej | Chang Feng-hua, Chen Wen-xing, Chen Ya-li, Wang Shu-hua                      | 46,21    |       |

#### Bieg 2
| Poz. | Państwo          | Zawodniczki                                                         | Rezultat | Uwagi |
| ---- | ---------------- | ------------------------------------------------------------------- | -------- | ----- |
| 1    | NRD              | Kerstin Behrendt, Marlies Göhr, Ingrid Lange, Silke Möller          | 42,92    | Q     |
| 2    | Jamajka          | Ethlyn Tate, Grace Jackson, Vivienne Spence, Laurel Johnson         | 43,50    | Q     |
| 3    | Kanada           | Angela Bailey, Angela Phipps, Angella Issajenko, Keturah Anderson   | 43,92    | Q     |
| 4    | Chiny            | Zhang Xiaoqiong, Liu Shaomei, Xie Zhiling, Zhang Caihua             | 44,29    | Q     |
| 5    | Włochy           | Anna Rita Angotzi, Daniela Ferrian, Marisa Masullo, Rossella Tarolo | 44,33    | q     |
| 6    | Grecja           | Maria Tsoni, Wula Patulidu, Jeorjia Zuganeli, Marina Skordi         | 45,44    | q     |
| 7    | Korea Południowa | Yun Mi-gyeong, U Yang-ja, Park Mi-seon, Lee Young-sook              | 45,83    |       |

#### Bieg 3
| Poz. | Państwo           | Zawodniczki                                                     | Rezultat | Uwagi |
| ---- | ----------------- | --------------------------------------------------------------- | -------- | ----- |
| 1    | Stany Zjednoczone | Alice Brown, Sheila Echols, Dannette Young, Evelyn Ashford      | 42,39    | Q     |
| 2    | Wielka Brytania   | Sallyanne Short, Beverly Kinch, Simmone Jacobs, Paula Dunn      | 43,91    | Q     |
| 3    | Holandia          | Nelli Cooman, Gretha Tromp, Marjan Olyslager, Els Vader         | 43,96    | Q     |
| 4    | Polska            | Jolanta Janota, Ewa Pisiewicz, Agnieszka Siwek, Joanna Smolarek | 43,98    | Q     |
| 5    | Ghana             | Veronica Bawuah, Diana Yankey, Mercy Addy, Martha Appiah        | 44,12    | q     |
| 6    | Uganda            | Oliver Acii, Grace Buzu, Farida Kyakutema, Ruth Kyalisima       | 46,55    |       |

### Półfinały
Rozegrano dwa biegi. Do finału awansowały po cztery najlepsze sztafety w każdym biegu (Q).

#### Bieg 1
| Poz. | Państwo         | Zawodniczki                                                                  | Rezultat | Uwagi |
| ---- | --------------- | ---------------------------------------------------------------------------- | -------- | ----- |
| 1    | ZSRR            | Ludmiła Kondratjewa, Galina Malczugina, Marina Żyrowa, Natalja Pomoszczikowa | 42,01    | Q     |
| 2    | NRD             | Silke Möller, Kerstin Behrendt, Ingrid Lange, Marlies Göhr                   | 42,23    | Q     |
| 3    | Jamajka         | Ethlyn Tate, Grace Jackson, Juliet Cuthbert, Merlene Ottey                   | 43,30    | Q     |
| 4    | Polska          | Joanna Smolarek, Jolanta Janota, Ewa Pisiewicz, Agnieszka Siwek              | 43,44    | Q     |
| 5    | Holandia        | Nelli Cooman, Gretha Tromp, Marjan Olyslager, Els Vader                      | 43,48    |       |
| 6    | Wielka Brytania | Sallyanne Short, Beverly Kinch, Simmone Jacobs, Paula Dunn                   | 43,50    |       |
| 7    | Włochy          | Anna Rita Angotzi, Rossella Tarolo, Daniela Ferrian, Marisa Masullo          | 44,97    |       |
| 8    | Grecja          | Maria Tsoni, Wula Patulidu, Ekaterini Kofa, Marina Skordi                    | 45,74    |       |

#### Bieg 2
| Poz. | Państwo           | Zawodniczki                                                          | Rezultat | Uwagi |
| ---- | ----------------- | -------------------------------------------------------------------- | -------- | ----- |
| 1    | Stany Zjednoczone | Alice Brown, Sheila Echols, Florence Griffith-Joyner, Evelyn Ashford | 42,12    | Q     |
| 2    | RFN               | Sabine Richter, Ulrike Sarvari, Andrea Thomas, Ute Thimm             | 42,69    | Q     |
| 3    | Bułgaria          | Cwetanka Iliewa, Wala Demirewa, Nadeżda Georgiewa, Jordanka Donkowa  | 43,07    | Q     |
| 4    | Francja           | Françoise Leroux, Muriel Leroy, Laurence Bily, Patricia Girard       | 43,66    | Q     |
| 5    | Kanada            | Angela Bailey, Angela Phipps, Angella Issajenko, Keturah Anderson    | 43,82    |       |
| 6    | Ghana             | Veronica Bawuah, Diana Yankey, Mercy Addy, Martha Appiah             | 44,30    |       |
| 7    | Chiny             | Zhang Xiaoqiong, Liu Shaomei, Xie Zhiling, Zhang Caihua              | 44,36    |       |
| –    | Kolumbia          | Amparo Caicedo, Norfalia Carabalí, Ximena Restrepo, Olga Escalante   | DNS      |       |

### Finał
| Poz. | Państwo           | Zawodniczki                                                                  | Rezultat |
| ---- | ----------------- | ---------------------------------------------------------------------------- | -------- |
| 1    | Stany Zjednoczone | Alice Brown, Sheila Echols, Florence Griffith-Joyner, Evelyn Ashford         | 41,98    |
| 2    | NRD               | Silke Möller, Kerstin Behrendt, Ingrid Lange, Marlies Göhr                   | 42,09    |
| 3    | ZSRR              | Ludmiła Kondratjewa, Galina Malczugina, Marina Żyrowa, Natalja Pomoszczikowa | 42,75    |
| 4    | RFN               | Sabine Richter, Ulrike Sarvari, Andrea Thomas, Ute Thimm                     | 42,76    |
| 5    | Bułgaria          | Cwetanka Iliewa, Wala Demirewa, Nadeżda Georgiewa, Jordanka Donkowa          | 43,02    |
| 6    | Polska            | Joanna Smolarek, Jolanta Janota, Ewa Pisiewicz, Agnieszka Siwek              | 43,93    |
| 7    | Francja           | Françoise Leroux, Muriel Leroy, Laurence Bily, Patricia Girard               | 44,02    |
| –    | Jamajka           | Ethlyn Tate, Grace Jackson, Juliet Cuthbert, Merlene Ottey                   | DNS      |